# Grez-sur-Loing
Grez-sur-Loing és un municipi francès, situat al departament de Sena i Marne i a la regió de Illa de França. L'any 2007 tenia 1.354 habitants.
Forma part del cantó de Nemours, del districte de Fontainebleau i de la Comunitat de comunes Pays de Nemours.

## Demografia

### Població
El 2007 la població de fet de Grez-sur-Loing era de 1.354 persones. Hi havia 534 famílies, de les quals 132 eren unipersonals (39 homes vivint sols i 93 dones vivint soles), 166 parelles sense fills, 186 parelles amb fills i 50 famílies monoparentals amb fills.
La població ha evolucionat segons el següent gràfic:
Habitants censats

### Habitatges
El 2007 hi havia 641 habitatges, 539 eren l'habitatge principal de la família, 65 eren segones residències i 37 estaven desocupats. 595 eren cases i 39 eren apartaments. Dels 539 habitatges principals, 447 estaven ocupats pels seus propietaris, 71 estaven llogats i ocupats pels llogaters i 21 estaven cedits a títol gratuït; 13 tenien una cambra, 27 en tenien dues, 61 en tenien tres, 158 en tenien quatre i 281 en tenien cinc o més. 386 habitatges disposaven pel capbaix d'una plaça de pàrquing. A 241 habitatges hi havia un automòbil i a 260 n'hi havia dos o més.

### Piràmide de població
La piràmide de població per edats i sexe el 2009 era:
| Homes | Edats   | Dones |
| ----- | ------- | ----- |
| 0     | 95 o +  | 0     |
| 0     | 90 a 94 | 0     |
| 12    | 85 a 89 | 12    |
| 8     | 80 a 84 | 20    |
| 20    | 75 a 79 | 36    |
| 24    | 70 a 74 | 24    |
| 28    | 65 a 69 | 28    |
| 40    | 60 a 64 | 40    |
| 8     | 55 a 59 | 40    |
| 44    | 50 a 54 | 32    |
| 52    | 45 a 49 | 36    |
| 48    | 40 a 44 | 32    |
| 48    | 35 a 39 | 72    |
| 84    | 30 a 34 | 48    |
| 24    | 25 a 29 | 48    |
| 24    | 20 a 24 | 20    |
| 28    | 15 a 19 | 44    |
| 48    | 10 a 14 | 20    |
| 60    | 5 a 9   | 48    |
| 68    | 0 a 4   | 28    |

## Economia
El 2007 la població en edat de treballar era de 846 persones, 654 eren actives i 192 eren inactives. De les 654 persones actives 619 estaven ocupades (320 homes i 299 dones) i 34 estaven aturades (18 homes i 16 dones). De les 192 persones inactives 80 estaven jubilades, 61 estaven estudiant i 51 estaven classificades com a «altres inactius».

### Ingressos
El 2009 a Grez-sur-Loing hi havia 541 unitats fiscals que integraven 1.415 persones, la mediana anual d'ingressos fiscals per persona era de 21.460 €.

### Activitats econòmiques
Dels 74 establiments que hi havia el 2007, 1 era d'una empresa extractiva, 1 d'una empresa alimentària, 7 d'empreses de fabricació d'altres productes industrials, 10 d'empreses de construcció, 16 d'empreses de comerç i reparació d'automòbils, 3 d'empreses de transport, 3 d'empreses d'hostatgeria i restauració, 4 d'empreses d'informació i comunicació, 3 d'empreses financeres, 6 d'empreses immobiliàries, 11 d'empreses de serveis, 6 d'entitats de l'administració pública i 3 d'empreses classificades com a «altres activitats de serveis».
Dels 17 establiments de servei als particulars que hi havia el 2009, 1 era una oficina de correu, 2 tallers de reparació d'automòbils i de material agrícola, 4 paletes, 2 guixaires pintors, 1 fusteria, 2 lampisteries, 1 electricista, 1 perruqueria, 1 restaurant i 2 agències immobiliàries.
Dels 4 establiments comercials que hi havia el 2009, 1 era una botiga de més de 120 m², 1 una botiga de menys de 120 m², 1 una sabateria i 1 una joieria.

## Equipaments sanitaris i escolars
L'únic equipament sanitari que hi havia el 2009 era una farmàcia.
El 2009 hi havia una escola elemental.

## Poblacions més properes
El següent diagrama mostra les poblacions més properes.